# Cariamidae
I Cariamidi (Cariamidae ) sono una famiglia di uccelli, unica famiglia vivente dell'ordine Cariamiformes.

## Tassonomia
In passato la famiglia Cariamidae era inquadrata nell'ordine Gruiformes, ma recenti studi filogenetici ne suggeriscono l'inquadramento in un ordine a sé stante, Cariamiformes.
Comprende due soli generi, entrambi monospecifici:
- Genere Cariama
  - Cariama cristata (Linnaeus, 1766) - seriema crestato
- Genere Chunga
  - Chunga burmeisteri (Hartlaub, 1860) - seriema di Burmeister